# Villeneuve-les-Sablons
Villeneuve-les-Sablons è un comune francese di 1 284 abitanti, situato nel dipartimento dell'Oise della regione dell'Alta Francia.

## Società

### Evoluzione demografica
Abitanti censiti